# Forza Europa (groupe parlementaire)
Ne doit pas être confondu avec Forza Europa (parti politique).
Forza Europa (FE) était un groupe politique  de centre-droit au Parlement européen entre 1994 et 1995.

## Histoire
Les députés européens du parti de Silvio Berlusconi, Forza Italia, crée quelques mois auparavant, ainsi que ceux du Centre chrétien-démocrate et ceux du Parti libéral italien, parti dissous quelques mois plus tôt, et réunis au sein de l'Union du centre, fondèrent, à la suite des élections européennes de 1994, leur propre groupe parlementaire, dont le nom renvoyait directement au parti de Silvio Berlusconi.
Le groupe fut rejoint le 15 décembre 1994 par un eurodéputé du Parti social-démocrate italien et un élu des Fédéralistes et libéraux démocrates. Le groupe exista jusqu'à sa dissolution et sa fusion avec le Rassemblement des démocrates européens, pour former l'Union pour l'Europe, le 6 juillet 1995.

## Composition
| Pays   | Parti                     | Députés |
| ------ | ------------------------- | ------- |
| Italie | Forza Italia              | 25      |
| Italie | Centre chrétien-démocrate | 2       |